# Чернобай, Виталий Иванович
Вита́лий Ива́нович Черноба́й (укр. Віталій Іванович Чернобай; 23 мая 1929, Днепропетровск — 19 мая 2019, Львов) — советский украинский легкоатлет, специалист по прыжкам с шестом. Выступал за сборную СССР по лёгкой атлетике в 1950-х годах, победитель первенств республиканского и всесоюзного значения, участник летних Олимпийских игр в Мельбурне. Спортивный педагог, кандидат педагогических наук. Мастер спорта СССР (1952).

## Биография
Родился 23 мая 1929 года в Днепропетровске, Украинская ССР.
По окончании Великой Отечественной войны переехал на постоянное жительство во Львов, поступив во Львовский торгово-экономический институт. Год спустя перешёл в новосозданный Львовский государственный институт физической культуры, который окончил в 1950 году. Будучи студентом, принимал участие в соревнованиях по плаванию, бегу, гимнастике, лыжным гонкам.
С 1951 года практиковал прыжки с шестом, в частности в Москве посещал занятия известного специалиста Владимира Михайловича Дьячкова.
В 1952 году стал серебряным призёром первенства Украинской ССР в Днепропетровске.
В 1953 году в составе советской сборной участвовал в соревнованиях по лёгкой атлетике в рамках IV Всемирного фестиваля молодёжи и студентов в Бухаресте, но в число призёров здесь не попал.
В 1954 году на турнире в Одессе впервые стал чемпионом Украины по прыжкам с шестом, позже занял восьмое место на чемпионате Европы в Берне.
В 1955 году одержал победу на чемпионате СССР в Тбилиси и на V Всемирном фестивале молодёжи и студентов в Варшаве.
В 1956 году победил на впервые проводившейся летней Спартакиаде народов СССР в Москве. Благодаря этой победе удостоился права защищать честь страны на летних Олимпийских играх в Мельбурне — в финале прыжков с шестом взял высоту в 4 метра ровно, расположившись в итоговом протоколе соревнований на 13-й строке.
В 1957 году был лучшим на чемпионате Украины в Одессе, получил серебро на чемпионате СССР в Москве, превзошёл всех соперников на VI Всемирном фестивале молодёжи и студентов в Москве.
В 1958 году завоевал золотую награду на чемпионате СССР в Таллине, участвовал в первой матчевой встрече со сборной США в Москве, показал шестой результат на чемпионате Европы в Стокгольме. Чемпион Спартакиады дружественных армий 1958. За выдающиеся спортивные достижения был удостоен звания «Почётный мастер спорта СССР».
В 1960 и 1961 годах ещё дважды становился чемпионом Украины, а в 1963 году завершил спортивную карьеру.
Впоследствии работал преподавателем во Львовском государственном институте физической культуры, в 1976—1988 годах занимал должность заведующего кафедрой лёгкой атлетики. Автор ряда научных работ и методических пособий. Кандидат педагогических наук. Доцент.
Умер 19 мая 2019 года во Львове в возрасте 89 лет.